# Trastorn menstrual
Un trastorn menstrual es caracteritza per qualsevol afecció anormal pel que fa al cicle menstrual de la dona. Hi ha molts tipus diferents de trastorns menstruals que varien segons els signes i símptomes, inclosos el dolor durant la menstruació, el sagnat intens o l'absència de menstruació. Es poden produir variacions en els patrons menstruals normals, així s'hi inclouen en la denominació cicles menstruals de menys de 21 dies o més de 3 mesos, o que la menstruació duri més de 10 dies. Les variacions del cicle menstrual són causades principalment per la immaduresa de l'eix hipotàlem-hipòfisi-ovari, i cal una detecció i control precoç per minimitzar la possibilitat de complicacions en relació amb la capacitat reproductiva futura.
Tot i que s'havia considerat antigament que els trastorns menstruals eren més que res un problema molest, ara es reconeix àmpliament que tenen un impacte greu en la societat en forma de dies perduts del treball provocats pel dolor i el patiment que experimenten les dones. Aquests trastorns poden sorgir de causes fisiològiques (embaràs, etc.), patològiques (estrès, exercici excessiu, pèrdua de pes, anomalies endocrines o estructurals, etc.) o iatrogèniques (secundàries a l'ús d'anticonceptius, etc.).
Calen anàlisis per a descartar una anèmia ferropènica. Cal tenir en compte la possible relació amb trastorns mentals (depressió, ansietat).

## Tipus de trastorns menstruals

### Trastorns premenstruals
- Síndrome premenstrual o tensió premenstrual es refereix als símptomes emocionals i físics que es produeixen rutinàriament durant les dues setmanes anteriors a la menstruació.[7] Els símptomes solen ser lleus, però el 5-8% de les dones pateixen símptomes de moderats a greus que afecten significativament les activitats diàries.[8] Els símptomes poden incloure ansietat, irritabilitat, canvis d'humor, depressió, mal de cap, desitjos d'aliments, augment de la gana i inflor.[4]
- Trastorn disfòric premenstrual és un trastorn de l'estat d'ànim greu que afecta les funcions cognitives i físiques durant la setmana anterior a la menstruació. El trastorn disfòric premenstrual es diagnostica com a mínim amb un símptoma afectiu o de l'estat d'ànim i, com a mínim, cinc símptomes físics, de l'estat d'ànim i/o de comportament.[9]

### Trastorns de la durada del cicle
La durada normal del cicle menstrual és de 22 a 45 dies.
- Amenorrea és l'absència d'un període menstrual en una dona en edat reproductiva. Es presenten estats fisiològics d'amenorrea durant l'embaràs i la lactància (lactància materna). Fora dels anys reproductius hi ha absència de menstruacions durant la infància i després de la menopausa.[10]
- Menstruació irregular és quan hi ha una variació de la durada del cicle menstrual superior a aproximadament 8 dies. El terme metrorràgia s'utilitza sovint per a la menstruació irregular que es produeix entre els períodes menstruals esperats.[11][12]
- Oligomenorrea és el terme mèdic per a períodes menstruals poc freqüents, sovint lleugers (intervals superiors a 35 dies).[13]
- Polimenorrea és el terme mèdic per a cicles amb intervals de 21 dies o menys.[cal citació] Pot afectar un 10% de les dones, essent més freqüent en les menors de 20 anys,[14] però no està associat a trastorns endocrins.[15]

### Trastorns del flux
La durada del flux menstrual normal és de 3 a 7 dies.
- Sagnat uterí anormal és un terme ampli utilitzat per descriure qualsevol interrupció del sagnat que impliqui el volum, la durada i/o la regularitat del flux. El sagnat pot ocórrer amb freqüència o amb poca freqüència, i pot produir-se entre períodes, després de les relacions sexuals i després de la menopausa. S'exclou el sagnat durant l'embaràs.[16]
- Hipomenorrea és un sagnat menstrual anormalment lleu.[17]
- Menorràgia és un període menstrual anormalment abundant i prolongat.[17]
- Metrorràgia és un sagnat de forma irregular, sobretot fora dels intervals previstos del cicle menstrual. Si hi ha un sagnat menstrual i uterí excessiu que no sigui el causat per la menstruació, es pot diagnosticar una menometrorràgia (meno = prolongada, metro = temps, rragia = flux excessiu). Les causes poden ser degudes a la coagulació sanguínia anormal, a la alteració de la regulació hormonal normal dels períodes o a trastorns del revestiment endometrial de l'úter. Depenent de la causa, pot associar-se a períodes anormalment dolorosos.[17]

### Trastorns de l'ovulació
Inclouen:
- Anovulació és l'absència d'ovulació quan normalment s'esperava (en una dona premenopàusica postmenarcal).[19] L'anovulació sol manifestar-se com una irregularitat dels períodes menstruals, és a dir, una variabilitat imprevisible d'intervals, durada o sagnat. Els trastorns de l'ovulació són un fenomen comú que pot ocórrer en dones de qualsevol edat. Segons les estadístiques, al voltant del 20-25% de les dones experimenten cicles anovulatoris durant la seva vida.[20] L'anovulació també pot causar el cessament dels períodes (amenorrea secundària) o un sagnat excessiu (sagnat uterí disfuncional).[cal citació]
- Oligoovulació és una ovulació poc freqüent o irregular (generalment es defineix com a cicles de >35 dies o <8 cicles a l'any).[18][21]

### Altres trastorns menstruals
- Dismenorrea són còlics o menstruacions doloroses, inclouen períodes menstruals que s'acompanyen de dolor agut i intermitent o dolor sord i dolorós, generalment a la pelvis o a la part inferior de l'abdomen.[22]